# Xanthorhoe disjunctaria
Xanthorhoe disjunctaria is een vlinder uit de familie spanners (Geometridae). De wetenschappelijke naam is voor het eerst geldig gepubliceerd in 1860 door de La Harpe.
De soort komt voor in Europa.